# 肺病毒科
肺病毒科（学名：Pneumoviridae）是單股反鏈病毒目下的一个科。

## 下属分类
本科包括以下属：
- 间质肺病毒属 Metapneumovirus
- 正肺病毒属 Orthopneumovirus